# Joueur de la LNH avec cinq buts ou plus en un match
Marquer cinq buts ou plus dans un match de la Ligue nationale de hockey est considéré comme un exploit. Seuls 46 joueurs depuis la création de la ligue en 1917 ont réussi à le faire. Le joueur le plus récent à avoir marqué cinq buts en un match est Timo Meier des Sharks de San José qui marque cinq fois le 17 janvier 2022 contre les Kings de Los Angeles. Il est le premier à réaliser le tour de force en moins de 2 ans depuis Mika Zibanejad des Rangers de New York qui marque cinq fois le 5 mars 2020 contre les Capitals de Washington. L'exploit survient 28 ans jours pour jours après que Mats Sundin des Nordiques de Québec ait marqué cinq fois le 5 mars 1992 contre les Whalers de Hartford.

## Histoire
Marquer cinq buts dans un seul match de la LNH est un fait très rare qui n'a été accompli que 63 fois. Un seul joueur, Joe Malone des Bulldogs de Québec, a marqué sept buts en un match en 1920. Sept joueurs ont marqué six buts et quarante cinq buts. Seulement deux joueurs ont réussi à marquer six buts après 1945 et plus personne depuis 1976.
Joe Malone possède le record du plus grand nombre de matchs avec 5 buts ou plus : il marqua 5 buts trois fois, 6 buts une fois et 7 buts, le record actuel, une fois. Wayne Gretzky et Mario Lemieux réussirent le quintuplé quatre fois chacun. Cinq autres joueurs seulement réussirent à marquer cinq buts en un match plus d'une fois. L'exploit est réalisé à cinq reprises lors de matchs de séries éliminatoires.
Mario Lemieux est le seul joueur de l'histoire de la LNH à avoir réussi à marquer cinq buts de cinq façons différentes au cours d'un seul match : le 31 décembre 1988 il marque un but en égalité numérique, un en infériorité, un en supériorité, un lors d'un tir de fusillade et enfin un but dans un filet désert. Cet exploit est parfois nommé un quinella.

## Buteurs

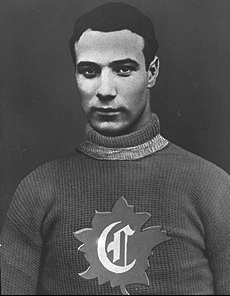
Édouard « Newsy » Lalonde, premier joueur à inscrire six buts dans un match, a également trois autres matchs de cinq buts à son actif.

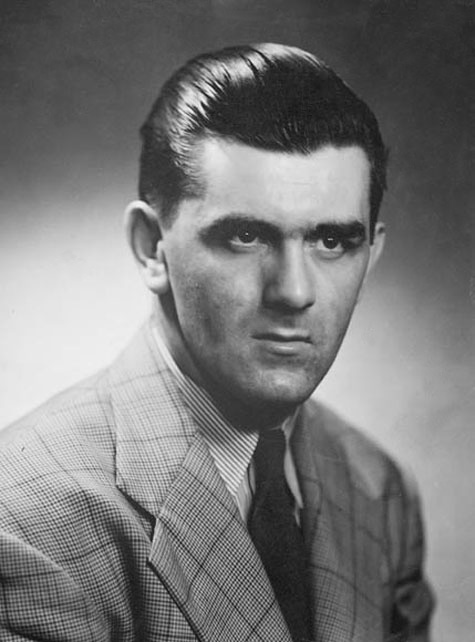
Maurice « Rocket » Richard marqua deux fois cinq buts en un match.

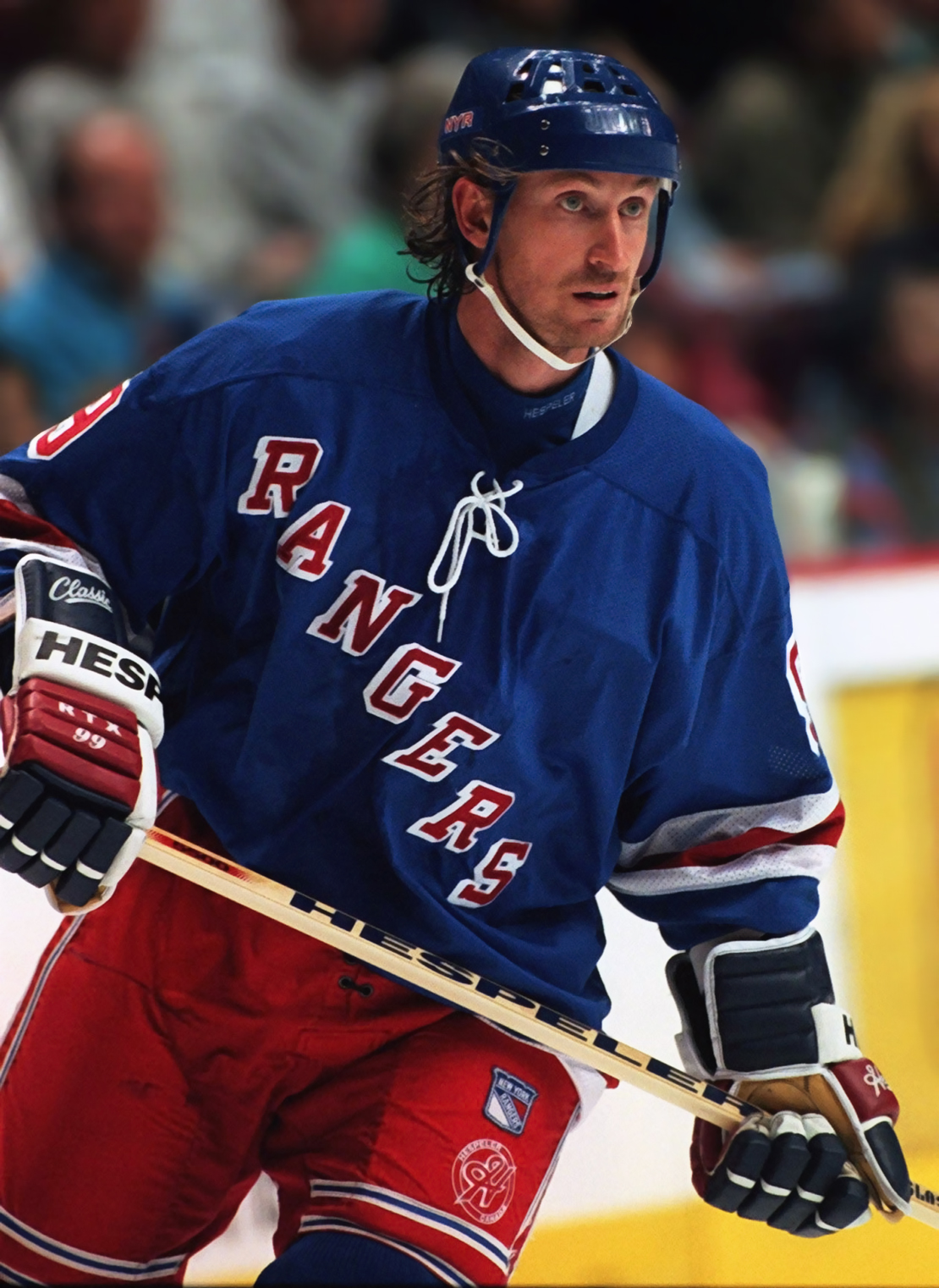
Wayne Gretzky, le détenteur du record de buts dans la LNH, a marqué cinq buts à quatre reprises dont le soir où il a atteint les 50 buts en 39 matchs.

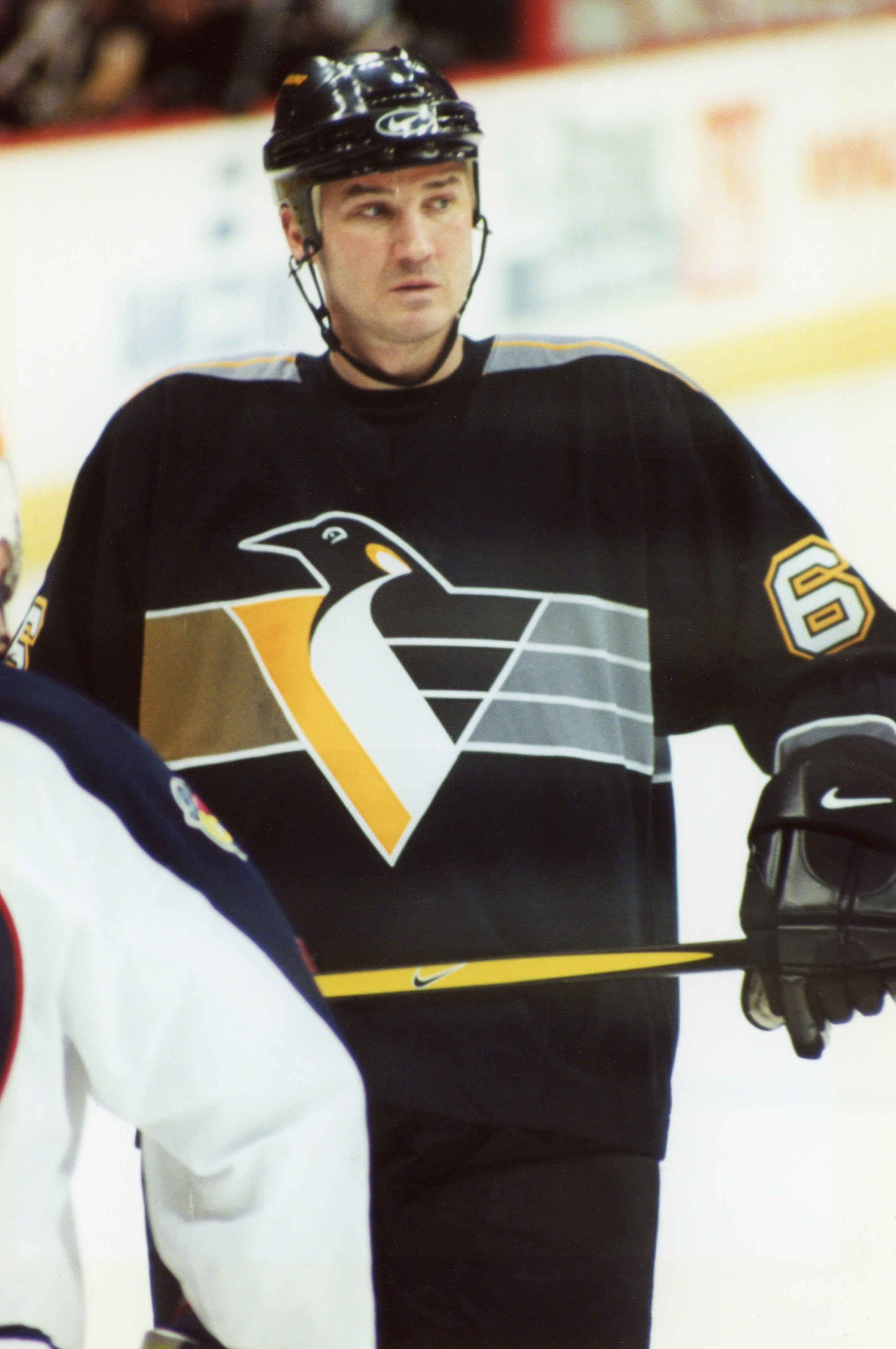
Mario Lemieux marqua quatre fois cinq buts en un match. Il est le seul à avoir réussi un quinella.

Légende :
- En italique : joueurs qui ont marqué en série éliminatoire

| Nom                  | Nationalité | Franchise                | Date             | Nombre de buts |
| -------------------- | ----------- | ------------------------ | ---------------- | -------------- |
| Joe Malone           | Canada      | Canadiens de Montréal    | 19 décembre 1917 | 5              |
| Harry Hyland         | Canada      | Wanderers de Montréal    | 19 décembre 1917 | 5              |
| Joe Malone           | Canada      | Canadiens de Montréal    | 12 janvier 1918  | 5              |
| Joe Malone           | Canada      | Canadiens de Montréal    | 2 février 1918   | 5              |
| Édouard Lalonde      | Canada      | Canadiens de Montréal    | 11 janvier 1919  | 5              |
| Édouard Lalonde      | Canada      | Canadiens de Montréal    | 1er mars 1919    | 5              |
| Édouard Lalonde      | Canada      | Canadiens de Montréal    | 10 janvier 1920  | 6              |
| Joe Malone           | Canada      | Bulldogs de Québec       | 31 janvier 1920  | 7              |
| Mickey Roach         | États-Unis  | St. Pats de Toronto      | 6 mars 1920      | 5              |
| Joe Malone           | Canada      | Bulldogs de Québec       | 10 mars 1920     | 6              |
| Corbett Denneny      | Canada      | St. Pats de Toronto      | 26 janvier 1921  | 6              |
| Édouard Lalonde      | Canada      | Canadiens de Montréal    | 16 février 1921  | 5              |
| Cy Denneny           | Canada      | Sénateurs d'Ottawa       | 7 mars 1921      | 6              |
| Cecil Dye            | Canada      | St. Pats de Toronto      | 16 décembre 1922 | 5              |
| Red Green            | Canada      | Tigers de Hamilton       | 5 décembre 1924  | 5              |
| Cecil Dye            | Canada      | St. Pats de Toronto      | 22 décembre 1924 | 5              |
| Punch Broadbent      | Canada      | Maroons de Montréal      | 7 janvier 1925   | 5              |
| Alfred Lépine        | Canada      | Canadiens de Montréal    | 14 décembre 1929 | 5              |
| Howie Morenz         | Canada      | Canadiens de Montréal    | 18 mars 1930     | 5              |
| Charlie Conacher     | Canada      | Maple Leafs de Toronto   | 19 janvier 1932  | 5              |
| Ray Getliffe         | Canada      | Canadiens de Montréal    | 6 février 1943   | 5              |
| Syd Howe             | Canada      | Red Wings de Détroit     | 3 février 1944   | 6              |
| Maurice Richard      | Canada      | Canadiens de Montréal    | 23 mars 1944     | 5              |
| Maurice Richard      | Canada      | Canadiens de Montréal    | 28 décembre 1944 | 5              |
| Howie Meeker         | Canada      | Maple Leafs de Toronto   | 8 janvier 1947   | 5              |
| Bernard Geoffrion    | Canada      | Canadiens de Montréal    | 19 février 1955  | 5              |
| Bobby Rousseau       | Canada      | Canadiens de Montréal    | 1er février 1964 | 5              |
| Gordon Berenson      | Canada      | Blues de Saint-Louis     | 7 novembre 1968  | 6              |
| Yvan Cournoyer       | Canada      | Canadiens de Montréal    | 15 février 1975  | 5              |
| Darryl Sittler       | Canada      | Maple Leafs de Toronto   | 7 février 1976   | 6              |
| Darryl Sittler       | Canada      | Maple Leafs de Toronto   | 22 avril 1976    | 5              |
| Reggie Leach         | Canada      | Flyers de Philadelphie   | 6 mai 1976       | 5              |
| Don Murdoch          | Canada      | Rangers de New York      | 12 octobre 1976  | 5              |
| Ian Turnbull         | Canada      | Maple Leafs de Toronto   | 2 février 1977   | 5              |
| Bryan Trottier       | Canada      | Islanders de New York    | 23 décembre 1978 | 5              |
| Tim Young            | Canada      | North Stars du Minnesota | 15 janvier 1979  | 5              |
| John Tonelli         | Canada      | Islanders de New York    | 6 janvier 1981   | 5              |
| Wayne Gretzky        | Canada      | Oilers d'Edmonton        | 18 février 1981  | 5              |
| Wayne Gretzky        | Canada      | Oilers d'Edmonton        | 30 décembre 1981 | 5              |
| Grant Mulvey         | Canada      | Blackhawks de Chicago    | 3 février 1982   | 5              |
| Bryan Trottier       | Canada      | Islanders de New York    | 12 février 1982  | 5              |
| Willy Lindström      | Suède       | Jets de Winnipeg         | 2 mars 1982      | 5              |
| Mark Pavelich        | États-Unis  | Rangers de New York      | 23 février 1983  | 5              |
| Jari Kurri           | Finlande    | Oilers d'Edmonton        | 19 novembre 1983 | 5              |
| Bengt-Åke Gustafsson | Suède       | Capitals de Washington   | 8 janvier 1984   | 5              |
| Pat Hughes           | Canada      | Oilers d'Edmonton        | 3 février 1984   | 5              |
| Wayne Gretzky        | Canada      | Oilers d'Edmonton        | 15 décembre 1984 | 5              |
| Dave Andreychuk      | Canada      | Sabres de Buffalo        | 6 février 1986   | 5              |
| Wayne Gretzky        | Canada      | Oilers d'Edmonton        | 6 décembre 1987  | 5              |
| Mario Lemieux        | Canada      | Penguins de Pittsburgh   | 31 décembre 1988 | 5              |
| Mario Lemieux        | Canada      | Penguins de Pittsburgh   | 25 avril 1989    | 5              |
| Joe Nieuwendyk       | Canada      | Flames de Calgary        | 11 janvier 1989  | 5              |
| Mats Sundin          | Suède       | Nordiques de Québec      | 5 mars 1992      | 5              |
| Mario Lemieux        | Canada      | Penguins de Pittsburgh   | 9 avril 1993     | 5              |
| Peter Bondra         | Slovaquie   | Capitals de Washington   | 5 février 1994   | 5              |
| Mike Ricci           | Canada      | Nordiques de Québec      | 17 février 1994  | 5              |
| Alekseï Jamnov       | Russie      | Jets de Winnipeg         | 1er avril 1995   | 5              |
| Mario Lemieux        | Canada      | Penguins de Pittsburgh   | 26 mars 1996     | 5              |
| Sergueï Fiodorov     | Russie      | Red Wings de Détroit     | 26 décembre 1996 | 5              |
| Marián Gáborík       | Slovaquie   | Wild du Minnesota        | 20 décembre 2007 | 5              |
| Johan Franzén        | Suède       | Red Wings de Détroit     | 2 février 2011   | 5              |
| Patrik Laine         | Finlande    | Jets de Winnipeg         | 24 novembre 2018 | 5              |
| Mika Zibanejad       | Suède       | Rangers de New York      | 5 mars 2020      | 5              |
| Timo Meier           | Suisse      | Sharks de San José       | 17 janvier 2022  | 5              |
| Tage Thompson        | États-Unis  | Sabres de Buffalo        | 7 décembre 2022  | 5              |

### Source principale
- Ralph Dinger, National Hockey League Official Guide & Record Book, Toronto, Dan Diamond, 2004 (1re éd. 1932) (ISBN 978-0-920445-84-6)